# 제32회 대종상
제32회 대종상의 시상식에 관한 내용이다.

## 수상 및 후보

### 최우수작품상
- 두 여자 이야기 - 고려영화 수상
- 만무방
- 증발
- 화엄경
- 휘모리

### 감독상
- 화엄경 - 장선우 수상
- 그 섬에 가고 싶다 - 박광수
- 만무방 - 엄종선
- 증발 - 신상옥
- 우리 시대의 사랑 - 박철수

### 시나리오상
- 두 여자 이야기 - 유상욱·이정국 수상
- 가슴 달린 남자 - 김형준
- 그 여자, 그 남자 - 박헌수
- 참견은 노 사랑은 오예 - 강희연
- 휘모리 - 이일목

### 남우주연상
- 투캅스 - 안성기 수상
- 투캅스 - 박중훈 수상
- 만무방 - 장동휘
- 101번째 프로포즈 - 문성근
- 증발 - 김희라

### 여우주연상
- 만무방 - 윤정희 수상
- 나는 소망한다 내게 금지된 것을 - 최진실
- 두 여자 이야기 - 김서라
- 101번째 프로포즈 - 김희애
- 아주 특별한 변신 - 이혜영

### 남우조연상
- 증발 - 강신성일 수상
- 그 섬에 가고 싶다 - 문성근
- 두 여자 이야기 - 김희라
- 만무방 - 김형일
- 화엄경 - 신현준

### 여우조연상
- 두 여자 이야기 - 남수정 수상
- 그 섬에 가고 싶다 - 안소영
- 만무방 - 신영진
- 증발 - 강리나
- 화엄경 - 원미경

### 신인남자배우상
- 장미의 나날 - 김병세 수상
- 나는 소망한다 내게 금지된 것을 - 유오성
- 화엄경 - 오태경

### 신인여자배우상
- 두 여자 이야기 - 윤유선 수상
- 휘모리 - 김정민 수상
- 가슴달린 남자 - 박선영

### 신인감독상
- 두 여자 이야기 - 이정국 수상
- 49일의 남자 - 김진해
- 101번째 프로포즈 - 오석근

### 촬영상
- 두 여자 이야기 - 최찬규 수상

### 편집상
- 만무방 - 이경자 수상

### 조명상
- 우리 시대의 사랑 - 김강일 수상

### 음악상
- 화엄경 - 이종구 수상

### 의상상
- 그 섬에 가고 싶다 - 권유진 수상

### 미술상
- 만무방 - 이명수 수상

### 기획상
- 만무방 - 임종락·천상용 수상

### 심사위원 특별상
- 화엄경 - 태흥영화 수상
- 휘모리 - 대일필름 수상

### 한국영화공로상
- 이태원 수상

### 남자인기상
- 안성기 수상
- 박중훈 수상

### 여자인기상
- 강수연 수상
- 최진실 수상

### 각색상
- 화엄경 - 장선우 수상

### 녹음상
- 만무방 - 강대성·이재웅 수상

### 특별상
- 이예호(소품),  박희재(스틸) 수상
- 김경란(조연배우), 임해림(조연배우) 수상

### 기타
- 만무방 - 장동휘(영예로운배우상) 수상
- 안성기(배우계 봉사·유니세프), 김진문(영화계 단합·제작헌신) 수상